# Ayumi Ogasawara
Ayumi Ogasawara (jap. 小笠原歩 Ogasawara Ayumi; ur. 25 listopada 1978 w Tokoro, ob. Kitami) z domu Onodera (jap. 小野寺歩 Onodera Ayumi) – japońska curlerka, dwukrotna srebrna medalistka mistrzostw świata juniorów, trzykrotna reprezentantka kraju na zimowych igrzyskach olimpijskich.
Ogasawara była rezerwową w zespole Ayako Ishigaki podczas Mistrzostw Strefy Pacyfiku 1994. Japonki zdobyły złote medale i awansowały do Mistrzostw Świata 1995, Ogasawara nie wystąpiła w nich, piątą zawodniczką została Mayumi Ohkutsu.
W latach 1996−1999 Ogasawara występowała w barwach kraju na mistrzostwach świata juniorów, zagrywała 3. i 4. kamienie w drużynie Akiko Katō. W pierwszym z turniejów Japonki uplasowały się na 5. miejscu, przegrywając 3:8 mecz barażowy przeciwko Szkocji (Julia Ewart). Rok później zawodniczki zajęły tę samą pozycję.
Rundę grupową turnieju w 1998 młode reprezentantki Japonii zakończyły na pierwszym miejscu, z bilansem 8 wygranych i 1 porażki. W półfinale zespół Katō zwyciężył 8:7 nad Szwecją dowodzoną przez Matildę Mattsson. Ostatecznie Japonki zdobyły srebrne medale, w finale przegrały 3:11 z Kanadą (Melissa McClure). W 1999 drużyna ponownie awansowała do fazy play-off, w półfinale zwyciężyła 8:6 nad Kanadą (Marie-France Larouche). Podobnie jak przed rokiem uplasowała się na 2. miejscu, przegrywając 3:8 finał przeciwko Szwajcarkom (Silvana Tirinzoni).
W 1998 juniorki z Japonii triumfowały w mistrzostwach strefy Pacyfiku. Ogasawara w 1999 zadebiutowała na mistrzostwach świata, zespół z Tokoro Curling Club zajął 9. miejsce, dwa lata później Japonki z czterema wygranymi spotkaniami były siódme.
W 2001 ukończyła Sapporo Gakuin University.
W 2002 Ogasawara reprezentowała kraj na igrzyskach olimpijskich w Salt Lake City. Japonki w rundzie grupowej zwyciężyły dwa razy, co pozwoliło sklasyfikować je na 8. pozycji. W późniejszym okresie Ayumi Ogasawara objęła trzecią pozycję w zespole, w tym ustawieniu zagrała m.in. na Mistrzostwach Świata 2005 (9. miejsce). Japonki zakwalifikowały się na turniej olimpijski w 2006. Podczas zawodów w Turynie Ayumi pełniła funkcję kapitana. Drużyna występ zakończyła na 7. miejscu. Podczas Round Robin wygrała cztery z dziewięciu meczów, w tym spotkanie przeciwko Kanadyjkom (Shannon Kleibrink), późniejszym brązowym medalistkom.
Po turnieju olimpijskim Ogasawara i Yumie Funayama postanowiły zakończyć karierę sportową. Po urodzeniu dzieci, w 2010 stworzyły nową drużynę z myślą o występie olimpijskim. Nowy zespół wystąpił na Mistrzostwach Azji i Strefy Pacyfiku 2013, zawodniczki stanęły na najniższym stopniu podium, nie kwalifikując się na Mistrzostwa Świata 2014. Ekipa ta wystąpiła w grudniu 2013 w turnieju kwalifikacyjnym do Zimowych Igrzysk Olimpijskich 2014. Japonki pod dowództwem Ogasawary z 2. miejsca awansowały do meczu kwalifikacyjnego, w pierwszym spotkaniu uległy 6:7 Chinkom (Wang Bingyu). Miały jeszcze jedną możliwość do olimpijskiego awansu, którą wykorzystały – w ostatnim meczu zwyciężyły 10:4 nad Norweżkami (Marianne Rørvik).
Podczas Zimowych Igrzysk Olimpijskich 2014 była chorążym reprezentacji kraju. Japonki podczas turnieju olimpijskiego wygrały 4 z 9 meczów. Dunki (Lene Nielsen) i Chinki (Wang Bingyu) miały taki sami bilans spotkań, jednak w rywalizacji z tymi reprezentacjami Japonki były lepsze, co pozwoliło uplasować się im na 5. miejscu. Później Ogasawara reprezentowała kraj na MŚ 2015. Japonki z bilansem 6 wygranych i 5 przegranych spotkań zostały sklasyfikowane na 6. miejscu.

## Wielki Szlem
| Turniej                | 2014/2015 |
| ---------------------- | --------- |
| Autumn Gold            | x         |
| Colonial Square        | A         |
| Masters                | A         |
| Canadian Open          | A         |
| Players’ Championships | A         |

| *  | = turniej niezaliczany do cyklu Wielkiego Szlema |
| —  | = turniej nie odbył się                          |
| A  | = nie uczestniczyła                              |
| x  | = nie zakwalifikowała się do fazy finałowej      |
| QF | = ćwierćfinał                                    |
| SF | = półfinał                                       |
| F  | = finał                                          |
| W  | = zwycięstwo                                     |

## Drużyna
|           | Czwarta         | Trzecia          | Druga          | Otwierająca       |
| --------- | --------------- | ---------------- | -------------- | ----------------- |
| 2014/2016 | Ayumi Ogasawara | Sayaka Yoshimura | Kaho Onodera   | Anna Ōmiya        |
| 2013/2014 | Ayumi Ogasawara | Yumie Funayama   | Kaho Onodera   | Chinami Yoshida   |
| 2012/2013 | Ayumi Ogasawara | Yumie Funayama   | Kaho Onodera   | Michiko Tomabechi |
| 2005/2006 | Ayumi Ogasawara | Yumie Funayama   | Mari Motohashi | Moe Meguro        |
| 2004/2005 | Yumie Hayashi   | Ayumi Onodera    | Mari Motohashi | Sakurako Terada   |
| 2000/2002 | Akiko Katō      | Yumie Hayashi    | Ayumi Onodera  | Mika Konaka       |
| MŚ 1999   | Akiko Katō      | Akemi Niwa       | Ayumi Onodera  | Mika Konaka       |
| MSP 1998  | Akiko Katō      | Yumie Hayashi    | Ayumi Onodera  | Mika Konaka       |

|           | Czwarta    | Trzecia       | Druga         | Otwierająca  |
| --------- | ---------- | ------------- | ------------- | ------------ |
| 1998/1999 | Akiko Katō | Yumie Hayashi | Ayumi Onodera | Ai Kobayashi |
| 1996/1998 | Akiko Katō | Yumie Hayashi | Ayumi Onodera | Mika Hori    |
| 1995/1996 | Akiko Katō | Yumie Hayashi | Ayumi Onodera | Kiomi Ozawa  |